# La novia salvaje
La novia salvaje (Many Rivers to Cross) es una película estadounidense de 1955, del género western, dirigida por Roy Rowland y protagonizada por Robert Taylor y Eleanor Parker.

## Argumento
Un duro y solitario trampero (Robert Taylor) pasa por Barren River para vender pieles y conoce a Mary Stuart (Eleanor Parker), una muchacha indómita que se enamora de él al instante y que está decidida a hacer lo que sea con tal de casarse con él. Pero lo cierto es que dispone de poco tiempo para conseguirlo, pues el predicador, que está a punto de llegar, pasa por el pueblo solo una vez al año. Sin embargo, el matrimonio es algo que no entra en los planes del solitario cazador.

## Reparto
- Robert Taylor como Bushrod Gentry
- Eleanor Parker como Mary Stuart Cherne
- Victor McLaglen como Cadmus Cherne
- Jeff Richards como Fremont
- Russ Tamblyn como Shields
- James Arness como Esau Hamilton
- Alan Hale, Jr. como Luke Radford
- John Hudson como Hugh
- Rhys Williams como Lige Blake
- Josephine Hutchinson como Mrs. Cherne
- Sig Ruman como Spectacle man
- Rosemary DeCamp como Lucy Hamilton
- Russell Johnson como Banks
- Ralph Moody como Sandak
- Abel Fernandez como Slangoh